# Evening Falls...
"Evening Falls..." er en sang af den irske sanger, sangskriver og musiker Enya. Den blev udgivet i december 1988 som den anden single fra hendes andet studiealbum, Watermark (1988). Det er et new-age-nummer skrevet af Enya og Roma Ryan mens Nicky Ryan har produceret det .
Music & Media skreev om sangen at den "så tilbage på hendes dage i Clannad, denne sang i samme stil som temasangen Harry's Game. Uhyggeligt."

## Spor
1. "Evening Falls..."
2. "Oíche Chiún"
3. "Morning Glory"

## Hitlister
| Chart (1988)                                     | Peak position |
| ------------------------------------------------ | ------------- |
| Australia (ARIA)                                 | 104           |
| Belgien (Ultratop 50 Flanderen)                  | 29            |
| Europe (Eurochart Hot 100)                       | 96            |
| Irland (IRMA)                                    | 3             |
| Netherlands (Dutch Tipparade 40)                 | 2             |
| Holland (Single Top 100)                         | 32            |
| New Zealand (RIANZ)                              | 14            |
| Storbritannien Singles (Official Charts Company) | 20            |